# ليا تومبسن
لي تومبسن (بالإنجليزية: Lea Thompson)‏ ممثلة ومخرجة أمريكية من مواليد 31 مايو 1961.

## مواقع خارجية
- ليا تومبسن على موقع IMDb (الإنجليزية)
- ليا تومبسن على موقع ميتاكريتيك (الإنجليزية)
- ليا تومبسن على موقع روتن توميتوز (الإنجليزية)
- ليا تومبسن على موقع ألو سيني (الفرنسية)
- ليا تومبسن على موقع ميوزك برينز (الإنجليزية)
- ليا تومبسن على موقع تيرنر كلاسيك موفيز (الإنجليزية)
- ليا تومبسن على موقع أول موفي (الإنجليزية)
- ليا تومبسن على موقع قاعدة بيانات برودواي على الإنترنت (الإنجليزية)
- ليا تومبسن على موقع قاعدة بيانات الأفلام السويدية (السويدية)
- ليا تومبسن على موقع إن إن دي بي (الإنجليزية)